# Jo Seong-hwan (Radsportler)
Jo Seong-hwan (koreanisch 조성환; * 7. Februar 1943) ist ein ehemaliger südkoreanischer Radrennfahrer.

## Sportliche Laufbahn
Jo Seong-hwan (auch Cho Sung-hwan) war im Straßenradsport aktiv und Teilnehmer der Olympischen Sommerspiele 1964 in Tokio. Im Mannschaftszeitfahren wurde das Team aus Südkorea mit An Byeong-hun, Jo Seong-hwan, Hong Seong-ik und Lee Seon-bae 24. des Rennens.
Bei den Asienspielen 1966 in Bangkok gewann er die Silbermedaille in der Mannschaftswertung des Einzelzeitfahrens. Bei den Asienspielen 1970 in Bangkok gewann er Gold in der Mannschaftswertung des Straßenrennens und Bronze in der Mannschaftswertung des Einzelzeitfahrens.